# Trypes
I Trypes (Greco Τρύπες, Buchi), sono stati un gruppo rock di Tessalonica, influente e acclamato dalla critica sul panorama nazionale. Il loro sound è caratterizzato dalla voce di Giannis Aggelekas e dalla strumentazione minimale tipica dei gruppi di Alternative Rock, con alcune influenze da altri generi.

## Storia del gruppo
I Trypes furono fondati nel 1983 quando Giorgos Karras e Giannis Aggelekas scrissero la loro prima canzone con influenze post-punk.
Michalis Kanatidis (chitarra) e Kostas Floroskoufis (batteria) li accompagnavano, ai tempi delle prime esibizioni. Tuttavia, nel 1984 Babis Papadopoulos rimpiazzò Michalis alla chitarra e nel 1985 uscì il primo album, "Τρύπες" (Trypes, Buchi), che comprendeva la loro prima hit "Ταξιδιάρα Ψυχή" (Taksidiara Psichi - Anima Vagante) per la Ano-Kato Records. L'album fu seguito da apparizioni live al club "Selini", al campus universitario e il circondario di Tessalonica. Kostas Floroskoufis fu sostituito da Giorgos Tolios e iniziarono le trasferte al Rodeo Club di Atene e all'anfiteatro di Lykavittos, dove fecero da gruppo-spalla per Dimitris Poulikakos.
Nel frattempo, i rapporti con la label iniziarono a peggiorare. Quindi decisero di scindere il contratto e - attraverso un prestito - pubblicarono il loro secondo disco "Πάρτυ στο 13ο όροφο" (Party sto dekato trito orofo - Party al tredicesimo piano) che alla fine uscì sotto la Virgin Records. L'album fu un successo e arrivò al quinto posto tra i migliori album di rock greco nel 2006.
Nel 1990 arrivò il loro terzo lavoro, "Τρύπες στον Παράδεισο" (Trypes ston paradiso - Buchi in Paradiso), e il loro primo concerto fuori dalla Grecia, a Belfort, in Francia. Il Chitarrista Asklipios Zambetas si unì alla band come quinto membro.
Il loro quarto album è datato 1993, "9 Πληρωμένα τραγούδια" (9 Pliromena tragoudia - "9 Canzoni Pagate", o anche "9 Canzoni Piene"). Una performance live a Lykavittos attira 10.000 persone[citation needed].
Nel 1994 uscì il loro quarto album, un doppio disco, chiamato "Κράτα το Σώου μαϊμού" (Krata to show maimou - Tieni in piedi lo show scimmia) con registrazioni da concerti. Sia le vendite dell'album che quelle del film (H epohi ton dolofonon) salirono alle stelle. Spesso nel 1995 i concerti erano soldout, al Mylos club (Tessalonica), al Rodon club (Atene), a in Inghilterra, dove suonarono a Manchester e al Marquee Club di Londra.
Il quinto album, "Κεφάλι γεμάτο χρυσάφι" (Kefali gemato chrysafi - Testa piena d'oro) arrivò nel 1996 e fu un successo commerciale.[1] Il loro sesto lavoro, "Μέσα στη νύχτα των άλλων" (Mesa sti nychta ton allon - Nella notte degli altri), risale al 1999. Il gruppo annunciò il suo scioglimento poco dopo l'uscita del disco. Tutti i membri continuarono una carriera solista, e la più rilevante, in fatto di successo fu quella del cantante Giannis Aggelakas, che continuò la sperimentazione dei lavori dei Trypes.

## Discografia
- Trypes (1985)
- Party sto 13o orofo (1987)
- Trypes ston paradeiso (1990)
- Enia pliromena tragoudia (1993)
- Yperoxo tipota (1995)
- Krata to show maimou (1994)
- Kefali gemato chrisafi (1996)
- Mesa sti nihta ton allon (1999)

## Formazione
Al momento dello scioglimento
- Giannis Aggelakas - voce (1983-2001)
- Giorgos Karras - Basso Elettrico (1983-2001)
- Babis Papadopoulos - Chitarra Solista (1984-2001)
- Giorgos Tolios - batteria (1986-2001)
- Asklipios Zabetas - Chitarra Solista (1991-2001)

### Ex componenti
- Michalis Kanatidis - chitarra (1983-1984)
- Kostas Floroskoufis - batteria (1983-1986)

Turnisti
- Floros Floridis - sax
- Giorgos Christianakis - sintetizzatore